# جرذ الأرز الإكوادوري
جرذ الأرز الإكوادوري (الاسم العلمي: Oryzomys balneator) (بالإنجليزية: Ecuadoran Oryzomys)‏ هو نوع من الحيوانات يتبع جنس جرذ الأرز من الفصيلة القدادية.